# Underground Electric Railways Company of London
Die Underground Electric Railways Company of London (UERL, auch Underground Group genannt) war die Holding-Gesellschaft für drei U-Bahnen, die in London im ersten Jahrzehnt des 20. Jahrhunderts entstanden. Sie wurde 1902 durch den amerikanischen Finanzier Charles Tyson Yerkes gegründet, erlangte in der Folge die Kontrolle über den größten Teil des öffentlichen Personennahverkehrs der britischen Hauptstadt und wurde 1933 verstaatlicht.

## Geschichte

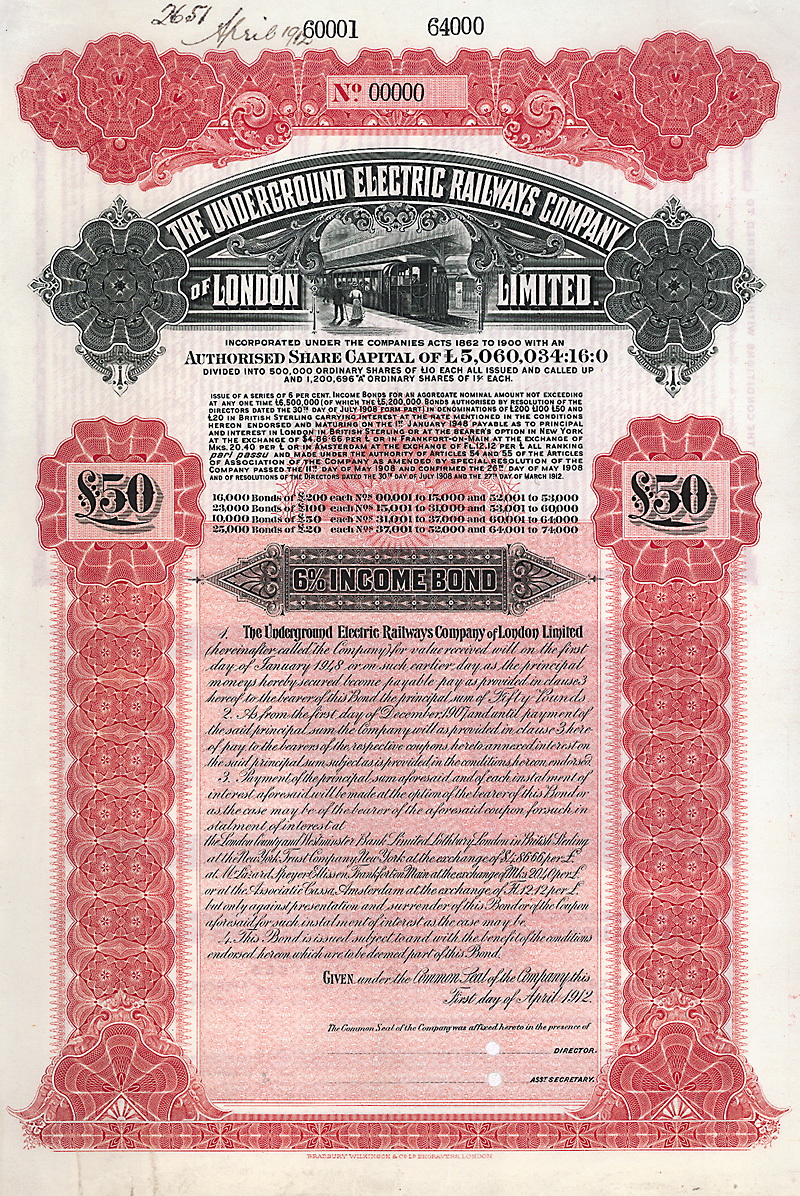
Specimen eines Bondes der Underground Electric Railway Company of London Ltd vom 1. April 1912

1890 war die erste in einer tiefliegenden Röhre verlaufende „Tube“-U-Bahn der Stadt eröffnet worden, die City and South London Railway (C&SLR). Deren Erfolg führte beim britischen Parlament zu zahlreichen Konzessionsbegehren für neue Linien. Zu Beginn des 20. Jahrhunderts war aber nur gerade die Central London Railway (CLR, die heutige Central Line) in Betrieb, während bei den übrigen geplanten Linien die Bauarbeiten wegen finanzieller Schwierigkeiten der involvierten Gesellschaften meist noch gar nicht begonnen hatten. 1901 und 1902 kaufte die Yerkes die finanziell angeschlagene Metropolitan District Railway (MDR, die heutige District Line) sowie vier weitere Gesellschaften und führte diese in der UERL zusammen. Drei Linien wurden gebaut: 
- Charing Cross, Euston and Hampstead Railway (CCE&HR), heute Teil der Northern Line
- Baker Street & Waterloo Railway (BS&WR), heute Teil der Bakerloo Line
- Great Northern, Piccadilly & Brompton Railway (GNP&BR), heute Teil der Piccadilly Line, gebildet aus der:
  - Great Northern & Strand Railway (GN&SR)
  - Brompton & Piccadilly Circus Railway (B&PCR)
  - Einer geplanten, aber nicht realisierten Verlängerung der MDR

Die BS&WR und die GNP&BR wurden beide 1906 eröffnet, die CCE&HR im Jahr 1907. Die vier Bahnlinien waren nun in gemeinsamem Besitz der UERL, wurden von den gleichen Direktoren verwaltet, verwendeten die gleiche Bahntechnologie und bei drei Linien waren sogar die Stationsgebäude in einem einheitlichen Stil errichtet worden. Die rechtlich gesehen noch immer eigenständigen Unternehmen wurden gemeinsam als Underground Group vermarktet und wendeten ein einheitliches Tarifsystem an. Die UERL nahm bald eine dominierende Rolle im Londoner Nahverkehr ein, im Jahr 1910 erfolgte schließlich die formelle Fusion zur London Electric Railway Company (LER). 1913 expandierte die LER durch die Übernahme der C&SLR und der CLR.
Auch beim Oberflächenverkehr auf der Straße nahm das Unternehmen bald eine dominierende Stellung ein. Nachdem im Dezember 1907 mit den bedeutendsten Omnibus-Unternehmen der Stadt eine Einigung bei der Koordination der Tarifstruktur erzielt worden war, übernahm die LER am 1. Januar 1912 die London General Omnibus Company. Im darauf folgenden Jahr übernahm die London and Suburban Traction Company (LSTC) – eine gemeinsame Tochtergesellschaft der LER und von British Electric Traction – die Straßenbahn-Gesellschaften London United Tramways, Metropolitan Electric Tramways und South Metropolitan Electric Tramways.
Im Jahr 1933 gingen die LER/Underground Group, die Great Northern & City Railway und die Metropolitan Railway in der neu geschaffenen öffentlich-rechtlichen Behörde London Passenger Transport Board auf.

## Quelle
- Stephen Halliday: Underground to Everywhere, S. 63–96. Sutton Publishing, Stroud 2001. ISBN 0-7509-2585-X